# Frey
Frey nebo Freyr je bůh ze staré severské mytologie, syn Njörda, manžel Gerdy, Freyin bratr, patron plodnosti, míru a prosperity, vládce bílých Álfů. Říká se, že je nejušlechtilejší ze statečných bohů a po Baldrovi nejkrásnější, kromě plodnosti střeží také letní slunce. Jeho hlavním atributem je ztopořený úd, mezi jeho další atributy patří zlatý kanec Gullinbursti, loď Skídbladni a kouzelný meč schopný sám bojovat (Sumarbrander). O ten ale přišel kvůli lásce, což později (při Ragnaröku) způsobí jeho smrt. Některé zdroje zmiňují jeho účast na tajných sňatcích, zřejmě je tedy patronem těch, jimž není jejich láska okolím přána.

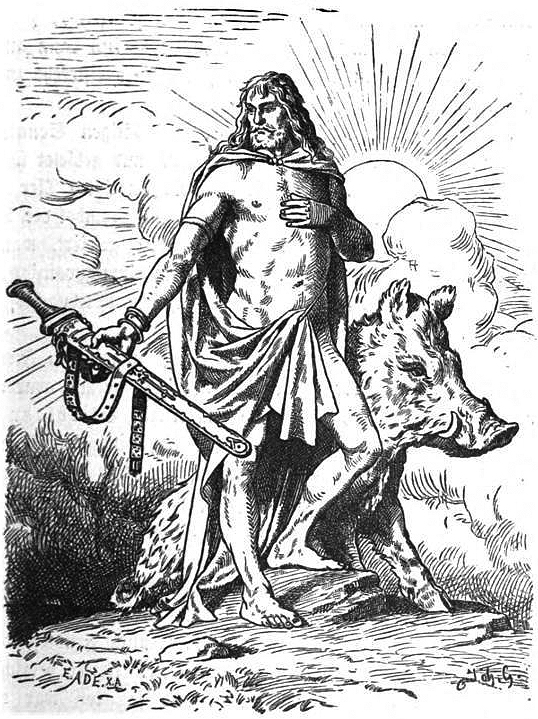
Jacques Reich – Frey (1901)

Jedním z jeho jmen je Yngvi, od něhož odvozují svůj původ první švédští králové, Ynglingové, což nejspíše znamená „ti, kteří jsou mužského rodu“. Jeho jméno Frey znamená v překladu „Pán“ nebo „Předák“, avšak za jeho původní jméno se považuje Yngvi, co by souviselo i s jeho hlavním atributem, protože v latině je „inguen“ mužské přirození a Frey je pak jen oslovení, za které se také považuje. Kdysi mu byly přinášeny lidské oběti.
Jedna z jeho jezdkyň se jmenuje Ingrid – tedy „Jezdkyně Ingova“. Ta a další odvážely mrtvé bojovníky do Valhally.